# Кетрін Брюер Бенсон
Кетрін Елізабет Брюер, у шлюбі Бенсон (24 січня 1822 — 27 лютого 1908) — перша жінка, яка здобула вищу освіту та бакалаврський ступінь у США.

## Життєпис
Народилася 24 січня 1824 року в місті Аугуста, штат Джорджія в родині Томаса Аспенволла Брюера (1792—1874) і Мері Фостер Брюер (1795 —1871), які одружилися 3 жовтня 1820 року в Роксбері. У неї були сестра Аделіна (1825—1896) і брат Едвард Ебенезер (1828—1864; одружився з Кароліною Елізабет Джонс). Її сім'я переїхала з Массачусетса в Лексінгтон в 1820-х. У 1838 вони переїхали з Лексінгтона в Макон.
24 листопада 1842 року в Мейконі Кетрін Брюер одружилася з Річардом Аароном Бенсоном (1821—1877). Народила вісьмох дітей:
- Кетрін Колвард Бенсон (10 листопада 1844 — 31 січня 1885; у шлюбі з Алексом Мелроузом)
- Річард Едвард Бенсон (20 жовтня 1846 — 1897; одружився з Еммою Хаскінс 20 квітня 1871 в Мейконі; у них був син, Томас А. Бенсон)
- Томас Брюер Бенсон (22 січня 1849 — 1880; одружився з Хатті Е. Фріман 24 листопада 1874 в Маконі) — провідник залізниці
- Еліза Софі Бенсон (24 грудня 1850 — 7 вересня 1912 року; в шлюбі з JM Fargo)
- Вільям Шепард Бенсон — адмірал, який став першим Керівник військово-морськими операціями американських ВМС
- Френк Кук Бенсон (17 грудня 1857 — 1943)
- Говард Берк Бенсон (4 травня 1862 — 1887) — клерк
- Гертруда Бенсон (12 листопада 1864 — 16 січня 1952; в шлюбі з Генрі С. Арналлом)

Кетрін Бенсон померла у своєму будинку в Мейконі 27 лютого 1908 року, у віці 86 років після декількох тижнів хвороби.

## Діяльність
Початком освіти Кетрін Брюер була жіноча семінарія Клінтона (штат Джорджія). Викладачі та студенти, серед них Брюер, увійшли до жіночого коледжу Джорджії (нині коледж Весліан) у 1839 році, коли семінарія об'єдналася з коледжем. Коледж, заснований у 1836 році, почав свою роботу в 1839 році. Кетрін була першою жінкою, яка здобула ступінь Весліяна, тому що її ім'я було першим в алфавітному порядку серед випускників класу 1840 року. Диплом отримала 16 липня 1840 року. Її диплом засвідчував, що «вона закінчила повний курс і здобула перший ступінь», який зазвичай звучав як бакалаврський. Брюер виступала кілька разів на щорічних зборах випускників Весліанського коледжу. Ось слова з промови Брюер у 1888 році:
До студентів випускних груп будуть пред'явлені вимоги, які не були зроблені для нас. Ваша підготовка, якщо ви вірите в себе й свої сили, надасть вам змогу відповідати цим вимогам. Ніякого більш мудрого благословення я не могла б побажати вам, ніж ви могли б бути вірними кожній призначеній Богом роботі.
Хоча Кетрін Брюер Бенсон вважають першою жінкою, яка здобула вищу освіту та ступінь бакалавра в США, жінки в коледжі Міссісіпі здобули такі ступені, починаючи з 1831 року.